# Éjaculation rétrograde
Ne doit pas être confondu avec Injaculation.
 Mise en garde médicale
Une éjaculation rétrograde est, chez l'homme, une éjaculation au cours de laquelle le sperme, au lieu de sortir normalement par le méat urétral situé à l'extrémité de la verge, prend un chemin rétrograde et est renvoyé en arrière vers la vessie. Un blocage de l'urètre ou un dysfonctionnement du sphincter de la vessie en sont généralement la cause.

## Physiologie de l'éjaculation normale
L'éjaculation est l'expulsion du sperme, le plus souvent accompagnant l'orgasme.
Chez l'homme, l'éjaculation s'accomplit en deux phases :
- l’émission. Dans un premier temps, les canaux déférents, les vésicules séminales et la prostate se contractent en expulsant le sperme vers la base de l'urètre, ce qui provoque une tension de cette région. Cette étape est ressentie par l'homme comme un point de non-retour, l'éjaculation va se produire ; on parle de point d'inévitabilité éjaculatoire ;
- l’expulsion du sperme. Les muscles situés autour de la base de la verge et de l'anus (muscles pubococcygiens du périnée) se contractent par saccades, c'est l'éjaculation, le sperme est expulsé par le méat urétral.

Normalement, le sphincter de la vessie se contracte et le sperme se dirige en avant vers l'urètre où la pression est moindre. Dans l'éjaculation rétrograde, il y a dysfonctionnement de ce sphincter, qui peut aussi survenir lors d'une injaculation mal réalisée.

## Étiologie
L'éjaculation rétrograde peut survenir :
- après intervention chirurgicale de la prostate, adénomectomie classique ou résection trans-urétrale de la prostate ;
- après intervention chirurgicale endoscopique sur le col de la vessie ;
- après intervention chirurgicale discopathique lombaire, L4-L5 et L5-S1 ;
- après chirurgie pelvienne et surtout dans le cas de cancer testiculaire, colique, ou rectal pendant l’ablation des ganglions lymphatiques ;
- en tant que complication du diabète, entraînant une neuropathie du sphincter de la vessie ;
- dans d'autres types de neuropathies non diabétiques ;
- après la prise de certains médicaments : médicaments psychiatriques (amitriptyline, amoxepine, chlorpromazine, thioridazine), antihypertenseurs (guanethidine, reserpine), les  antagonistes sélectifs des récepteurs adrénergiques alpha1a (alpha1-bloquants) utilisés pour le traitement de l'hypertrophie bénigne de la prostate, etc.

## Diagnostic
Le diagnostic est suspecté lorsqu'un patient se plaint d'un volume inhabituellement faible de sperme lors de l'éjaculation, voire d'orgasme sans éjaculation. Le diagnostic se fait en analysant un échantillon d'urine recueilli peu de temps après l'éjaculation lorsqu'on y découvre un niveau anormal de sperme.

## Traitement et prise en charge
- Prise en charge psychologique si nécessaire.
- En cas de cause iatrogène, arrêt et remplacement du médicament en cause.
- En cas de lésions sévères, la quantité de sperme émise est insuffisante et entraîne une infertilité que l'on peut prendre en charge en centrifugeant l'urine de l'éjaculateur rétrograde, afin d'isoler le sperme et de l’utiliser pour réaliser une fécondation assistée soit par insémination intra-utérine, soit par fécondation in vitro ou injection intra-cytoplasmique. Par le passé, l'homme qui souffrait d'éjaculation rétrograde pouvait tenter d'uriner dans le vagin de sa femme pour essayer de la féconder.
- Les lésions musculaires ou nerveuses peuvent être traitées par pseudoéphédrine qui augmente notablement la quantité d'éjaculat dans 40 % des cas[1].
- La midodrine (Gutron) sous forme injectable est indiquée dans ce cas[1].
- Un antidépresseur tricyclique, l'imipramine, a également montré son efficacité dans le traitement de l'éjaculation rétrograde[1].
- La plupart du temps, on assure à ceux qui souffrent d'éjaculation rétrograde qu'ils peuvent retrouver une vie sexuelle normale, pourtant un nombre important de ces patients a indiqué une réduction des sensations pendant l'orgasme.

## Mythes et histoire
Les taoïstes et certaines médecines alternatives recommandent et enseignent des méthodes présentées comme permettant une éjaculation rétrograde volontaire, moyen de « conserver l'énergie du corps ». Une façon d'y parvenir consisterait à appliquer une pression sur le périnée pendant l'orgasme. On croyait par là qu’on envoyait le sperme jusqu’à la tête et qu’on alimentait le cerveau, ou que l'énergie se conservait physiquement si l’on gardait dans le corps le sperme (et donc, « l'intelligence » qui l'avait créé). La médecine moderne a, depuis, discrédité une telle approche du fait que le sperme rétrograde éjaculé va en fait dans la vessie et est tout simplement évacué lors de la miction suivante.